# Blekinges historia
Blekinges  historia avser landskapet Blekinges historia. Det var under flera hundra år gränsland mellan Danmark och Sverige. 

## Vikingatid och medeltiden
Cirka 890 nämns Blekinge som tillhörande svearna i Wulfstans reseskildring. I den översättning till fornengelska som kung Alfred den store i Wessex i England lät göra av den antike historiken och geografen Paulus Orosius cirka 890, infogades två berättelser av Ottar från Hålogaland och Wulfstan om sjöfärder runt Skandinavien. I Wulfstans reseskildring nämns Blekinge för första gången i skrift. Den fornengelska texten lyder enligt följande: 
| ” | ”On bæcbord him wæs Langaland, Læland, Falster, Sconeg, þas land eall hyrað to Denemearcan. þonne Burgenda land wæs us on bæcbord, þa habbað him sylf cyning. þonne æfter Burgenda lande wæron us þas land þa synd hatene ærest Blecingaeg, Meore, Eowland, Gotland on bæcbord, þas land hyrað to sweon.” | „ |

Översatt till modern svenska blir det: 
| ” | ”På babord sida hade han Langeland, Lolland, Falster och Skåne, dessa länder hör alla till Danmark. Så hade vi Bornholm om babord, och de har sin egen kung. Och efter Bornholm hade vi de land som heter först Blekinge, Möre, Öland och Gotland om babord, och dessa länder tillhör svearna.” | „ |

De arkeologiska spåren av Blekinges begravningsseder under vikingatiden påminner om de som finns i Möre och på Öland. Redan på 1060-talet skall landskapet ha kristnats av biskop Egino från Dalby. Adam av Bremen skriver i fjärde bokens fjortonde kapitel: ”Men om vi vänder tillbaka till det baltiska havets mynning i norr, möter vi först nordmännen, därefter skjuter det danska landskapet Skåne fram, och öster därom bebor götarna ett vidsträckt område upp till Birka”. I fjärde bokens sjunde kapitel skriver Adam följande: ”Skåne är den yttersta delen av Danmark och utgör en halvö”. (Se även: Landamäri, om gamla gränsdragningen mellan Sverige och Danmark.)
Vid denna tidpunkt låg hela Skandinavien under ärkebiskopen i Hamburg-Bremen. Kyrkan i de olika länderna i Skandinavien konkurrerade alltså inte med varandra, utan de samarbetade. Blekinge verkar inte ha varit en del av Lunds stift förrän under 1200-talet enligt bland annat Knytlingasagan och samlingen Necrologium Lundense. I Necrologium Lundense (där de olika ingående böckerna är skrivna under 1100-talet och första halvan av 1200-talet) nämns inte på något ställe Blekinge, orter i dåtidens Blekinge eller personer som bor i eller kommer från Blekinge (inte ens i samband med upptagandet av kyrkliga skatter). Några författare har dragit slutsatsen att Blekinge inte har kunnat komma under Lunds stift förrän under 1230-talet. Under tidig medeltid visar myntfynden att Blekinge ännu inte tillhörde Danmark och den danska myntcirkulationen. 
År 1231 finns det första säkra beviset för att Blekinge är en del av Danmark i huvudstycket i Kung Valdemars jordebok. Blekinge räknades därefter till det dåvarande östra Danmark, som omfattade områdena Blekinge, Halland, Lister, Skåne och Bornholm. Innan mitten av 1200-talet flyttades kyrkan i Västra Vång till Hjortsberga av danska kungamakten tillsammans med kyrkan. I Hjortsberga hölls under medeltiden också Blekinge Landsting. Strax därefter började den danska riksborgen Sölvesborg att byggas ca 1250. År 1329 hade den danska kungamakten ekonomiska problem och pantsatte Blekinge och Lister till den tyske greven Johann af Plön. År 1332 löste den svenske kungen Magnus Eriksson panten och Blekinge blev svenskt igen. Mellan åren 1332-1360 blev Blekinge del av Sverige igen för att sedan åter bli danskt. År 1359 gick den danske kungen Valdemar Atterdag in i Skåne och Lister med en stor här och härjade. Den danske kungen erövrade bland annat Sölvesborg från svenskarna. Följande år erövrade Atterdag Blekinge och svenskarna slängdes ut från landskapet. Landskapet var ofta skådeplats för sammandrabbningar mellan de båda länderna. År 1436 härjades Blekinge svårt under Engelbrektsupproret. Städerna och landsbygden brändes och förstördes av både svenska och danska trupper. Under en kort period år 1509 höll svenskarna Blekinge under Svante Nilsson (Sture). Under år 1523 intog Gustav Vasas soldater länet. Detta skedde särskilt under det Nordiska sjuårskriget 1563-1570 då allmogen led. För Blekinges del kulminerade kriget i Ronneby blodbad.  Bönderna vid gränsområdet slöt ofta bondefred framför att själva gå ut i krig. År 1645 slöts freden i Brömsebro mellan Danmark och Sverige. I och med freden i Roskilde 1658 övergick Blekinge permanent till Sverige. 

## Svensk tid

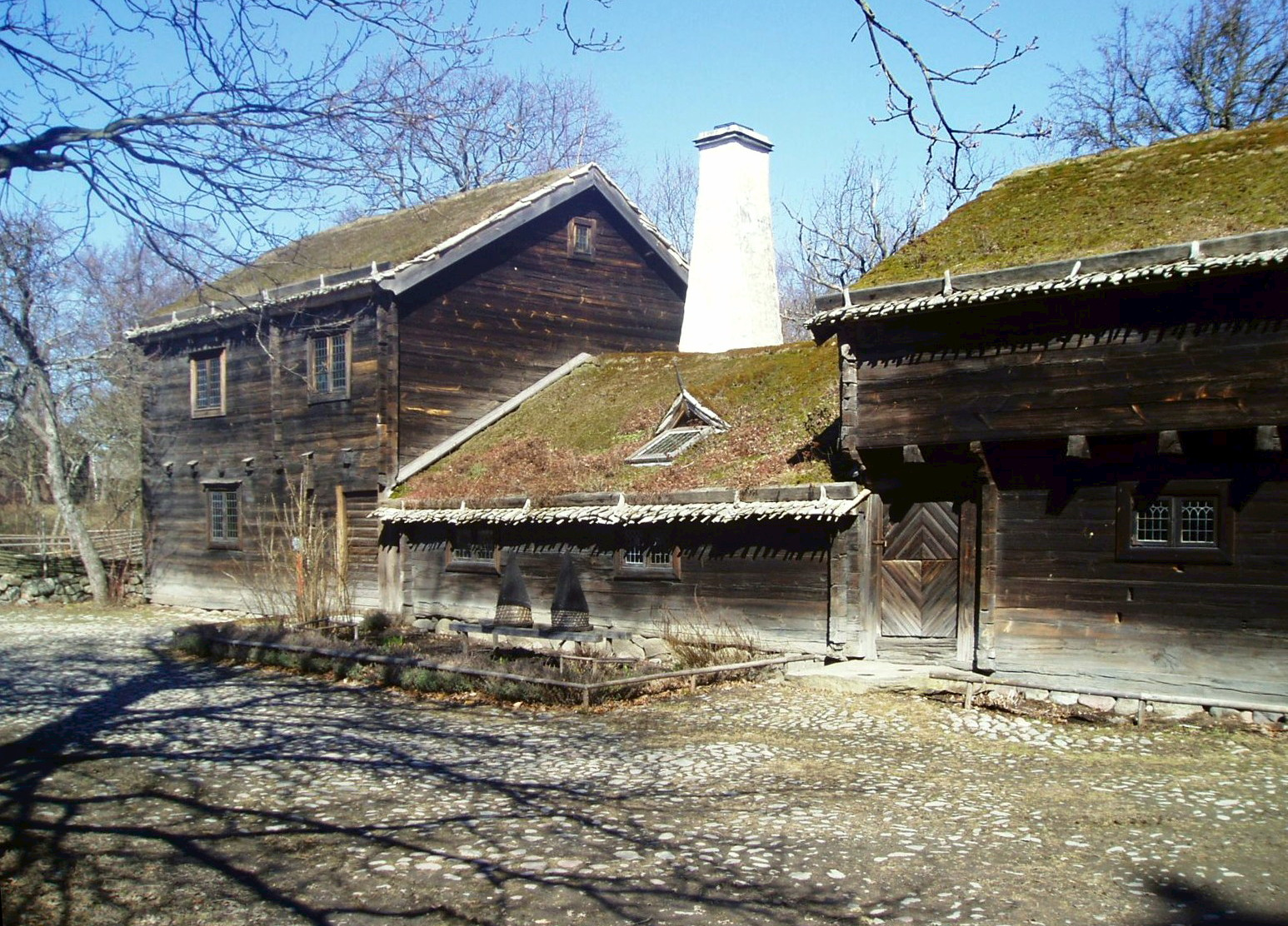
Högloftsstugan var vanlig i Blekinge så sent som på 1800-talet men är nu mycket sällsynt. Bilden visar Kyrkhultsstugan som idag finns på Skansen i Stockholm.

Under den svenska stormaktstiden upplevde Blekinge en storhetstid. Karlskrona anlades ute på ön Trossö 1680 som en ny svensk marinbas och var trettio år senare rikets tredje stad med mer än 10 000 invånare. Det skyddade läget i den blekingska skärgården, där befästningsanläggningar enkelt kunde försvara platsen kombinerat med en rik tillgång på ek på fastlandet, spelade in när man synade platsen för den nya marinbasen. Även Karlshamn grundades under samma tid, medan de äldre etablerade städerna Ronneby och Sölvesborg somnade in. Karlskrona och Karlshamn låg i närheten av de medeltida handelsplatserna Lyckeby respektive Elleholm och ersatte därmed även dessa. Under 1700-talet var landskapet Sveriges mest urbaniserade med en fjärdedel av invånarna som bodde i städer. I det danska fälttåget i Skåne och Blekinge 1709–1710 försökte danskarna återta Blekinge, men lyckades bara ta sig till Karlshamn och inta staden. Snart kom svenska förstärkningar och danskarna fick snart bege sig tillbaka över Öresund.
Under Andra världskriget 1939-1945 drabbas även Blekinge. Natten mellan 28 och 29 april 1943 kommer mullrande motorer från flygplan in över Verkö i Lösens socken följt av 8 till 10 kraftiga detonationer. Nästa morgon visar sig ett antal bombgropar på 5 till 10 meters diameter och 1 till 2 meters djup. På splitterdelar från bomberna finns ryska bokstäver som avslöjar vilka som bombat Verkö. Bomberna hamnade i ett skogsparti och ingen människa skadades. I november 1943 var det dags igen. En av Hitlers V1-robotar slår ner på ön Utlängan och det blir en kraftig smäll. Den 27 juli klockan 17.34 år 1944 drabbas länet åter igen av kriget. I Mosstofta nära Duverum i Jämjö socken slår för andra gången en av Hitlers V1-robotar ner i länet. Roboten är 14 meter lång och väger 12 ton kreverar i en granskog och ingen människa skadas. Sannolikt kom roboten från provskjutningsbasen i Peendemünde på ön Usedom och målet var troligen Bornholm, men något gick snett.
I april 1945 skjuts Harry Nordlund ner av ett tyskt plan över Sölvesborg när han skulle avvisa det från svenskt luftrum. Han dör i kraschen. Nordlund blir den förste svensk som skjuts ner i en luftstrid över svenskt luftrum.
Den 27 oktober 1981 gick den ryska ubåten U 137 på grund i Gåsefjärden utanför Karlskrona.